# La Carrerada
La Carrerada és una serra situada al municipi de Poboleda a la comarca del Priorat, amb una elevació màxima de 746 metres.